# Ciclotona de Brauer
La ciclotona de Brauer (Cyclothone braueri) és una espècie de peix pertanyent a la família dels gonostomàtids.

## Descripció
- Presenta dimorfisme sexual: el mascle pot arribar a fer 2,6 cm de llargària màxima i la femella 3,8.[5]
- Cos allargat, de color blanquinós, sense escates i amb la boca grossa.
- 13-15 radis tous a l'aleta dorsal i 18-20 a l'anal.[6][7]

## Alimentació
Menja zooplàncton petit (sobretot, copèpodes).

## Depredadors
A l'Estat espanyol és depredat per la llampuga (Coryphaena hippurus).

## Hàbitat
És un peix marí i batipelàgic que viu entre 10 i 2.000 m de fondària (normalment, entre 200 i 900) i entre les latituds 67°N-40°S, 180°W-180°E.

## Distribució geogràfica
Es troba a la mar Mediterrània; les àrees tropicals i subtropicals de l'Atlàntic, l'Índic i el Pacífic sud; l'Atlàntic nord de clima temperat fins a la latitud 66°N i les aigües subantàrtiques del sud d'Austràlia.

## Observacions
És inofensiu per als humans i la seua esperança de vida és d'1 any.